# معاداة الكندية
معاداة الكندية هي العداء تجاه حكومة كندا أو ثقافتها أو شعبها.

## تاريخيًا
قال فولتير مازحًا إن كندا، كما يعتقد الكثيرون، كانت »بضعة فدادين من الثلج«. كان يُشير في الواقع إلى فرنسا الجديدة، إذ إنها موجودة منذ القرن الثامن عشر. يعني الاقتباس أن فرنسا الجديدة كانت عديمة القيمة اقتصاديًا، وبالتالي فرنسا ليست بحاجة إلى الاحتفاظ بها. يعتقد الكثير من الكنديين أن تصريح فولتير هو أكثر إدانة للغزو بشكل عام.

## التصورات الحديثة

### الولايات المتحدة الأمريكية
غالبًا ما تكون كندا هدفًا للمعلقين المحافظين واليمنيين الذين يعرقلون الشعب في الولايات المتحدة الأمريكية، كمثال على الشكل الليبرالي للحكومة والمجتمع أيضًا.
كُنية كندا هي »كانوكستان السوفييتية« (الاسم الكامل هو جمهورية كانوكستان السوفييتية الشعبية)، والتي استخدمها بات بويكانان في 31 أكتوبر عام 2002 في برنامجه التلفزيوني على قناة إم إس إن بي سي، إذ اتهم فيه الكنديين بأنهم معادون للأمريكية وأن البلاد ملاذ للإرهابيين. رد بيوكانان على الانتقادات الكندية للإجراءات الأمنية الأمريكية المتعلقة بعرب كندا.
يمتلك بيوكانان سجلًا من المراجع غير المتملقة لكندا، وقال في عام 1990 إنه في حالة انشقاق كندا بسبب فشل اتفاقية بحيرة مييش، »ستضم أمريكا أراضي كندا إليها«. قال بعد عامين من ذلك إنه »بالنسبة لمعظم الأميركيين، تُشبه كندا نوعًا ما حالة من حالات التهاب المفاصل الكامن. نحن في الحقيقة لا نفكر فيها، إلا في حالة تصاعد الأمور«.
أصبح المعلقان المحافظان آن كولتر وتاكر كارلسون من النقاد الأميركيين البارزين للسياسات الكندية على أثر رفض كندا المشاركة في غزو العراق عام 2003، وأيضًا رفضها لخطة الدفاع الصاروخي. اقترح كولتر أثناء المقابلات حلولًا متطرفة للمعارضة الكندية، وحتى الغزو العسكري، وقال إن كندا يجب أن تكون ممتنة لـ»سماح« الولايات المتحدة الأمريكية لها بالتواجد معها في نفس القارة، بينما سخر كارلسون قائلًا »بدون الولايات المتحدة الأمريكية، فإن كندا هي هندوراس في الأساس، لكنها أقل إثارة للاهتمام فقط«.
قال الاستراتيجي الأمريكي اليميني بول ويريتش في عام 2006 إن الكنديين »ليبراليون ومتعيّون للغاية« لدرجة أن لديهم فلسفة »الماركسية الثقافية«.
سخرت لجنة من المعلقين بشكل هجائي في البرنامج التليفزيوني العين الحمراء مع غريغ غوتفيلد على قناة فوكس الإخبارية في عام 2009 من الجيش الكندي لتجنبه الحرب، ما أثار غضبًا في كندا، والتي كانت قواتها في مهمة قتالية نشطة في أفغانستان منذ عام 2001 وحتى عام 2011، وانتقلت منذ ذلك الحين إلى دور التدريب. اعتذر مقدم البرنامج لاحقًا عن ملاحظاته.
تبنى بعض الكنديين وغيرهم منذ ذلك الحين اسم »كانوكستان« كُنيةً غير مُهينة لكندا.

### المملكة العربية السعودية
كانت هناك حملة تشويه واضحة تستهدف كندا في وسائل الإعلام السعودي، وسط جدال دبلوماسي بين المملكة العربية السعودية وكندا. اتهمت قناة العربية كندا بانتهاك حقوق الإنسان. (تبث قناة العربية المملوكة للسعودية من دبي). حمّلت مجموعة من الشباب المؤيدين للحكومة في 6 أغسطس 2018 صورة مثيرة للجدل، إذ تُصور طائرة تابعة لشركة طيران كندا متجهة نحو برج سي إن مكتوب عليها عبارة »إلصاق البعض أنوفهم في أماكن لا تنتمي إليها«. حذف الحساب منشورَ التويتر بعد ذلك وقدم اعتذارًا، وأمرت وزارة الإعلام في المملكة العربية السعودية بإغلاق الحساب »حتى انتهاء التحقيقات«.

### البرازيل
لُوحظت العاطفة المعادية للكندية في البرازيل. قاطع البرازيليون البضائع الكندية احتجاجًا على الحظر الكندي لواردات لحوم الأبقار البرازيلية، بسبب مخاوف من مرض جنون البقر كما ذكرت التقارير. اعتقد عدد قليل من البرازيليين أن الحظر الكندي كان مدفوعًا بسبب نزاع تجاري بين الدولتين. كانت الإعانات المالية الكندية لصاحب مصنع طائرات بومباردييه والإعانات المالية البرازيلية لمصنع الطائرات المنافس لبومباردييه البرازيلي إمبراير مصدرًا للكثير من التوتر بسبب ما يُقال عن تدخلهم في أعمال بعضهم.

### كندا
يمكن رؤية بعض العداء تجاه كندا بصفتها دولةً ضمن كندا نفسها، وأبرز هذه العداوات من القوميين التابعين لكيبيك.

### كيبيك
تعود جذور معاداة الكندية في مقاطعة كيبيك الناطقة بالفرنسية، النابعة في الأصل من الاستياء، إلى غزو بريطانيا العظمى لفرنسا الجديدة في عام 1760، حتى قبل الوجود الرسمي لكندا وكيبيك نفسيهما ككيانين. ومع ذلك، أعلن قانون الدستور بعد صدوره في عام 1867 رسميًا عن إنشاء الكونفدرالية الكندية »دولة مستقلة واحدة ضمن الكومنولث باسم كندا« (دولة كندا المستقلة) في 1 يوليو عام 1867، مع أربع مقاطعات: أونتاريو، وكيبيك، ونوفا سكوشيا، ونيو برانزويك، والذي لاحظ الوجود المنفصل والاستقلال الفعلي والاستقلال التطوري القانوني لكندا، تطورت هذه المشاعر إلى معاداة الكندية. تتشابك معاداة الكندية أحيانًا مع القومية في كيبيك.
سيطرت الأقلية الإنجليزية في كيبيك على اقتصاد البلاد ومناصبها رفيعة المستوى منذ غزو فرنسا الجديدة في الستينيات من القرن الثامن عشر وتشكيل دولة كندا المستقلة في عام 1867، حتى الثورة الهادئة في ستينيات القرن العشرين، والتي كانت دائمًا أقلية صغيرة تشكّل أقل من 10% خلال تاريخ كيبيك ما بعد الملكية الفرنسية الكندية، والذين اعتاد معظمهم على أن يكونوا من الناطقين بلغة أحادية هي اللغة الإنجليزية، على الرغم من تشكيل الكيبيكيرس الناطقين بالفرنسية لأكثر من 80% من سكان المقاطعة. قاد هذا المفكرين القوميين إلى إدانة الظاهرة الاستعمارية، كما في اعتقادهم، والتي كانت بين كيبيك وبقية كندا؛ يرى البعض أن بقايا هذه الظاهرة ما تزال موجودة في العلاقة الحالية. نشر الصحفي نورمان ليستر ثلاثة مجلدات من الكتاب الأسود لكندا الإنجليزية يستعرض فيه تفاصيل أحداث التاريخ الكندي التي اعتبرها جرائم ارتكبتها الأغلبية ضد الأقلية.
أدخلت كيبيك، والتي لغتها الرسمية الوحيدة هي الفرنسية منذ عام 1974، قوانين منذ سبعينيات القرن العشرين ونفذتها، خاصةً مع تبني الميثاق الشامل لقانون اللغة الفرنسية في عام 1977 الذي يحد من رؤية اللافتات المكتوبة باللغة الإنجليزية غير الرسمية. لا يُسمح باللافتات التجارية المكتوبة بلغات أخرى غير الفرنسية (خاصةً تلك التي تستهدف الناطقين باللغة الإنجليزية) إلا إذا كُتبت اللغة الفرنسية بحجم بارز ملحوظ. كان هذا القانون موضع جدل متكرر بانتظام منذ بداية العمل به. بينما يجادل المهندسون المعماريون والمؤيدون لميثاق قانون اللغة الفرنسية حول تبني هذا القانون لتعزيز وحماية اللغة الفرنسية، يجادل النقاد بأنه قانون كندي مناهض للغة الإنجليزية في الأساس عن طريق اقتلاع اللغة الإنجليزية من جميع المجالات في كيبيك.

## معاداة الكندية والفكاهة
غالبًا ما تركز معاداة الكندية الفكاهية على الصفات المميزة المعروفة على نطاق واسع في كندا والكنديين، مثل: الطقس البارد أو الرعاية الصحية العامة، نظرًا إلى أن التفاصيل الدقيقة للثقافة والسياسة الكنديتين غير معروفة جيدًا بشكل عام خارج كندا. تُعامل رياضة الكيرلنغ أيضًا ببعض الاستخفاف في الولايات المتحدة الأمريكية ومعظم أوروبا. مع ذلك، تُرسم هذه الأهداف العريضة كاريكاتيريًا بدقة أكبر داخل كندا نفسها. الحقيقة هي أن الآخرين لا يعرفون إلا القليل فقط عن كندا، وهو موضوع متكرر في الفكاهة الكندية، ومثل هذه الأمثلة من روح الدعابة الفكاهية هي عالمية تقريبًا وسط الفكاهيين الكنديين. تبنّى القليل من الكنديين بعض العداء الحرج حقًا تماشيًا مع هذا الموقف، مثل »كانوكستان السوفييتية« باعتبارها فكاهة، في تحدٍّ للنية الأصلية.